# 아우구스토역
아우구스토 (Augusto) 역은 이탈리아 나폴리 지하철 6호선의 역이다. 2007년 2월 4일에 문을 열었다. 2선 구조의 승강장이 있으며 나폴리에서 가장 붐비는 지역에 위치해 있다. '아트 스테이션' 프로젝트의 일환으로 브루노, 스코냐밀리오, 크레스포 작가가 제작한 작품이 역내에 설치 전시되고 있다.
2017년 나폴리 지하철 6호선이 수요 부족으로 운영을 멈추면서 사용되지 않고 있다.

## 시설
이 역에는 다음과 같은 시설이 있다.
- 매표기

## 환승
- 버스 정류장